# Borș, Bârzula
Borș (în ucraineană Борщі, transliterat: Borșci) este un sat în comuna Cuialnic din raionul Bârzula, regiunea Odesa, Ucraina.
În trecut a fost un sat cu o numeroasă comunitate moldovenească (românească) – 40-42% din populație, conform recensământului sovietic din 1926; fiind însă asimilat în prezent.

## Demografie
Componența lingvistică a localității Borș
     Ucraineană (93,45%)
     Rusă (5,51%)
     Alte limbi (0,87%)
Conform recensământului din 2001, majoritatea populației localității Borș era vorbitoare de ucraineană (93,45%), existând în minoritate și vorbitori de rusă (5,51%).